# Evropská silnice E86
Mezinárodní silnice E86 je evropská silnice, která vede řeckou Makedonií a podle některých zdrojů také Albánií. Je dlouhá přinejmenším 195 km, teoreticky až cca 400 km. Je součástí trasy z Tirany přes Korču a Florinu do Soluně. V Řecku je vedena zčásti po obyčejných a zčásti po rychlostních silnicích, v podstatě v celé délce po státní silnici EO2.

## Trasa
Albánie (potenciální trasa)
- Tirana (E762, E852→) – Bradashesh
- – Elbasan – Prrenjas (→E852) – Pogradec – Korča – Bilisht – Kapshticë

 Řecko
- EO2 Krystallopigi – Florina (E65→) – Amyndeo (→E65) – Edessa – Janica –  Gefyra (E75) (– Soluň, E79, E90)